# Jardin
Jardin és un municipi francès situat al departament de la Isèra i a la regió d'Alvèrnia-Roine-Alps. L'any 2007 tenia 2.162 habitants.

## Demografia

### Població
El 2007 la població de fet de Jardin era de 2.162 persones. Hi havia 747 famílies de les quals 113 eren unipersonals (43 homes vivint sols i 70 dones vivint soles), 259 parelles sense fills, 321 parelles amb fills i 54 famílies monoparentals amb fills.
La població ha evolucionat segons el següent gràfic:
Habitants censats

### Habitatges
El 2007 hi havia 788 habitatges, 758 eren l'habitatge principal de la família, 8 eren segones residències i 23 estaven desocupats. 763 eren cases i 23 eren apartaments. Dels 758 habitatges principals, 652 estaven ocupats pels seus propietaris, 94 estaven llogats i ocupats pels llogaters i 12 estaven cedits a títol gratuït; 20 tenien dues cambres, 60 en tenien tres, 236 en tenien quatre i 441 en tenien cinc o més. 686 habitatges disposaven pel capbaix d'una plaça de pàrquing. A 231 habitatges hi havia un automòbil i a 504 n'hi havia dos o més.

### Piràmide de població
La piràmide de població per edats i sexe el 2009 era:
| Homes | Edats   | Dones |
| ----- | ------- | ----- |
| 0     | 95 o +  | 4     |
| 0     | 90 a 94 | 24    |
| 8     | 85 a 89 | 28    |
| 8     | 80 a 84 | 12    |
| 16    | 75 a 79 | 32    |
| 32    | 70 a 74 | 24    |
| 28    | 65 a 69 | 48    |
| 48    | 60 a 64 | 40    |
| 76    | 55 a 59 | 72    |
| 64    | 50 a 54 | 72    |
| 96    | 45 a 49 | 60    |
| 100   | 40 a 44 | 104   |
| 56    | 35 a 39 | 96    |
| 56    | 30 a 34 | 40    |
| 44    | 25 a 29 | 40    |
| 32    | 20 a 24 | 36    |
| 88    | 15 a 19 | 56    |
| 100   | 10 a 14 | 96    |
| 56    | 5 a 9   | 64    |
| 32    | 0 a 4   | 48    |

## Economia
El 2007 la població en edat de treballar era de 1.386 persones, 1.015 eren actives i 371 eren inactives. De les 1.015 persones actives 943 estaven ocupades (505 homes i 438 dones) i 73 estaven aturades (32 homes i 41 dones). De les 371 persones inactives 154 estaven jubilades, 133 estaven estudiant i 84 estaven classificades com a «altres inactius».

### Ingressos
El 2009 a Jardin hi havia 780 unitats fiscals que integraven 2.248 persones, la mediana anual d'ingressos fiscals per persona era de 22.275 €.

### Activitats econòmiques
Dels 87 establiments que hi havia el 2007, 1 era d'una empresa extractiva, 1 d'una empresa alimentària, 4 d'empreses de fabricació d'altres productes industrials, 17 d'empreses de construcció, 14 d'empreses de comerç i reparació d'automòbils, 6 d'empreses de transport, 3 d'empreses d'hostatgeria i restauració, 1 d'una empresa d'informació i comunicació, 5 d'empreses financeres, 5 d'empreses immobiliàries, 10 d'empreses de serveis, 15 d'entitats de l'administració pública i 5 d'empreses classificades com a «altres activitats de serveis».
Dels 24 establiments de servei als particulars que hi havia el 2009, 1 era un taller de reparació d'automòbils i de material agrícola, 4 paletes, 5 guixaires pintors, 4 lampisteries, 3 electricistes, 2 perruqueries, 1 restaurant, 2 agències immobiliàries i 2 salons de bellesa.
Dels 6 establiments comercials que hi havia el 2009, 1 era una botiga de menys de 120 m², 1 una fleca, 1 una carnisseria, 1 un drogueria i 2 floristeries.
L'any 2000 a Jardin hi havia 15 explotacions agrícoles que ocupaven un total de 316 hectàrees.

## Equipaments sanitaris i escolars
L'únic equipament sanitari que hi havia el 2009 era una farmàcia.
El 2009 hi havia 1 escola maternal i 1 escola elemental.

## Poblacions més properes
El següent diagrama mostra les poblacions més properes.